# 금동보살입상 (보물 제780호)
금동보살입상(金銅菩薩立像)은 7세기 중엽에 만들어진 보살상이다. 1984년 8월 6일 대한민국의 보물 제780호로 지정되었다. 리움미술관에 소장되어 있다.

## 개요
금동보살입상(金銅菩薩立像)는 호암미술관에 있는 높이 28cm의 보살상으로 목의 일부는 수리하였고 오른손은 없어졌지만 조형미가 아름다운 금동보살상이다.
머리는 큼직하게 묶어 올렸고, 관(冠)의 일부와 그것을 끼운 자국이 남아있다. 얼굴에는 부드러운 미소를 띠고 있으며, 귀는 어깨까지 길게 내려와 있다. 신체는 발달한 가슴 잘록하고 유연한 허리, 늘씬한 하체 등으로 인하여 우아하고 세련된 조형성을 보인다. 옷은 물결무늬를 이루고, 하체의 옷은 얇아서 두 다리의 윤곽이 뚜렷하며 긴 타원형의 주름이 표현되어 있다.
인체 비례가 매우 시원스럽고 표정도 부드러운 7세기에 만들어진 뛰어난 작품이다.

## 참고 자료
- 금동보살입상 - 국가유산청 국가유산포털